# Cruz del Norte (asterismo)

Cruz del Norte, mostrada en verde intenso

La Cruz del Norte es un asterismo astronómico en el hemisferio norte de la esfera celeste, que corresponde estrechamente con la constelación de Cygnus, formada por las estrellas más brillantes de esta: Deneb, Sadr, Giennah, Delta Cygni y Albireo. La «cabeza» de la cruz, Deneb, también es parte del asterismo del Triángulo de verano.
Al igual que el Triángulo de verano, la Cruz del Norte es un indicador de las estaciones. Cerca de la medianoche, la Cruz se encuentra prácticamente en lo alto, en latitudes medias del norte, durante los meses de verano; también se puede ver durante la primavera, a primera hora de la mañana hacia el este. En otoño la cruz es visible hasta noviembre por la tarde hacia el oeste. Nunca desciende por debajo del horizonte a los 45° de latitud norte o por encima de ellos, apenas rozando el horizonte norte en su punto más bajo en lugares como Mineápolis, Montreal o Turín. Desde el hemisferio sur aparece invertida y bajo en el cielo durante los meses de invierno.
El obispo Gregorio de Tours, en su guía del siglo VI sobre el uso de las estrellas para la medición del tiempo monástico, describió una constelación que llamó la Cruz Mayor, que puede identificarse con las estrellas de la constelación del Cisne. Debajo de la cruz colocó constelaciones menores a las que llamó Alfa y Omega, que pueden identificarse con parte de Delphinus y Lyra. Esto refleja la iconografía medieval temprana, en la que se representa una cruz con las letras Alfa y Omega bajo los brazos de la cruz.
En el atlas estelar del siglo XVII de Johann Bayer, la Uranometria, se sugirió que Alfa, Beta y Gamma Cygni formaban el polo de la cruz cristiana, mientras que Delta y Epsilon formaban el haz transversal. La estrella variable P Cygni fue considerada entonces como el cuerpo de Cristo.

## Estrellas

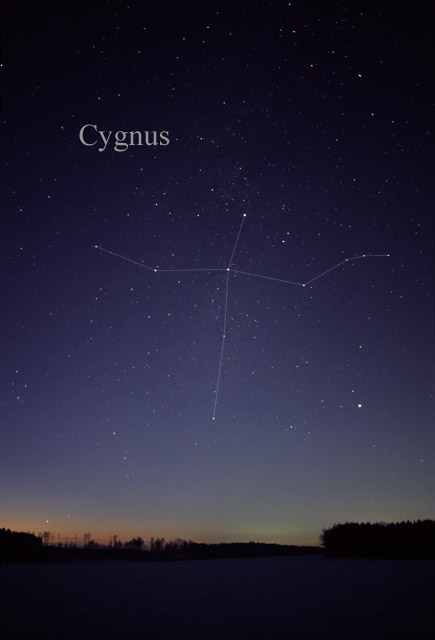
La constelación del Cisne. Sadr, la estrella en el centro, y las cuatro estrellas en sus ejes vertical y horizontal forman la Cruz del Norte.

| Nombre      | Designación de Bayer | Magnitud aparente | Luminosidad (× solar) | Tipo espectral | Distancia (años luz) |
| ----------- | -------------------- | ----------------- | --------------------- | -------------- | -------------------- |
| Deneb       | α Cygni              | 1.25              | 200.000               | A2             | 2615 ± 215           |
| Gienah      | ε Cygni              | 2.48              | 52                    | K0III-IV       | 72                   |
| Delta Cygni | δ Cygni              | 2.87              | 76                    | B9 III + F1 V  | 170                  |
| Sadr        | γ Cygni              | 2.23              | 33.000                | F8 Iab         | 1600                 |
| Albireo     | β Cygni              | 3                 | 1.200                 | K2II           | 430                  |